# ネゲヴ飛行隊 (イスラエル空軍)
イスラエル空軍 ネゲヴ飛行隊（Negev Squadron） は、イスラエル空軍創設以前に、ハガナーの航空部隊"Sherut Avir"に2番目に編成された飛行隊である。
別名としてキャメル・スコードロン（The Camel Squadron）/ 第2飛行隊 （2 Squadron）としても知られる。

## 歴史
1947年12月にSherut Avirの最初の飛行隊としてテルアビブ近郊のスデ・ドブ基地にテルアビブ飛行隊が編成された。それから数ヶ月後の1948年3月10日、Sherut Avirの2番目の飛行隊としてネゲヴ飛行隊が編成された。ネゲヴ飛行隊は南部方面を担当する部隊として、拠点は現在のガザ地区の付近に位置するキブツ・ニルアムとし、編成時の飛行隊長は後に空軍総司令官やイスラエル大統領を歴任したエゼル・ヴァイツマンであった。ニルアム近くには地上部隊のネゲヴ旅団の司令部も置かれていた。
ネゲヴ飛行隊の最初の運用機はイギリス空軍から放出された数機のオースターAOP.3/AOP.5であった。
イスラエル独立宣言後、Sherut Avirは正式にイスラエル空軍 (Heyl Ha'Avir) となり、5月にはネゲヴ飛行隊は拠点をニルアムからドロットに移し、またこの頃にイスラエル空軍初の戦闘機部隊として第101飛行隊が編成され、ネゲヴ飛行隊の隊長であったエゼル・ヴァイツマンは第101飛行隊に転属しアヴィア S-199のパイロットとなった。
翌6月にはネゲヴ飛行隊は"第2飛行隊"（2 Squadron）と改称された。同時にテルアビブ飛行隊は"第1飛行隊"となり、また4月に編成されていた3番目の飛行隊"ガリラヤ飛行隊"は"第3飛行隊"と改称されている。
ネゲヴ飛行隊にはオースターの他、数機のパイパー カブ、および2機のグラマン G-44 ヴィジョンが配備されたが、同時運用されたのは最大でも7機程度であった。1948年の後半にはネゲヴ飛行隊は拠点をドロットからベエルシェバに移した。
1949年5月になると、ネゲヴ飛行隊/第2飛行隊はテルアビブ飛行隊/第1飛行隊、ガリラヤ飛行隊/第3飛行隊と統合され第100飛行隊に再編された。第100飛行隊はその後もイスラエル空軍の軽輸送・連絡などを担当する飛行隊として、現在にいたるまでスデ・ドブ空港を拠点に活動を継続している。